# Nagy bíborbogár
A nagy bíborbogár (Pyrochroa coccinea) a rovarok (Insecta) osztályának a bogarak (Coleoptera) rendjébe, ezen belül a mindenevő bogarak (Polyphaga) alrendjébe és a bíborbogárfélék (Pyrochroidae) családjába tartozó faj.

## Előfordulása
A nagy bíborbogár egész Európában elterjedt és gyakori.

## Megjelenése
A nagy bíborbogár 14-18 milliméter hosszú, fekete bogár, de szárnyfedői és előtora élénkvörösek. Csápja hosszú, erős, fésűszerűen fogazott.

## Életmódja
A nagy bíborbogár árnyas lomberdők és ligeterdők lakója. Petéit a fák kérge alá, fatörzsek hasadékaiba, vagy kidőlt fákba rakja. A lapos testű lárvák a kéreg alatt más falakó rovarok lárváira vadásznak, de ha túl sokan vannak, egymást is felfalják. Az imágó májustól júniusig repül, virágporral és nektárral táplálkozik.